# Switchblade Serenades
Albums de Sister Sin
Dance of the Wicked
(2003) True Sound of the Underground
(2010)
Switchblade Serenades est le nom du second album studio du groupe de hard rock suédois Sister Sin. Contenant 11 titres, il est sorti le 31 juillet 2008 sur le label allemand Metal Heaven. Deux clip vidéo ont été créés pour des titres de cet album ("On Parole" et "One Out of Ten").

## Liste des titres
| No  | Titre                | Durée |
| --- | -------------------- | ----- |
| 1.  | Beat the Street      | 4:01  |
| 2.  | Death Will Greet Us  | 3:37  |
| 3.  | One Out of Ten       | 4:05  |
| 4.  | Breaking New Ground  | 3:27  |
| 5.  | On Parole            | 3:55  |
| 6.  | Make My Day          | 3:45  |
| 7.  | Hostile-Violent      | 4:03  |
| 8.  | Switchblade Serenade | 4:44  |
| 9.  | Love-Hate            | 3:30  |
| 10. | All Systems Go       | 3:42  |
| 11. | Eye to Eye           | 5:40  |

## Membres du groupe
- Liv Jagrell - Chant
- Jimmy Hiltula - Guitare
- Chris Casey - Basse
- Dave Sundberg - Batterie